# 51 км (зупинний пункт, Одеська дирекція Одеської залізниці)
51 кілометр — пасажирський залізничний зупинний пункт Одеської дирекції Одеської залізниці на лінії Побережжя — Підгородна.
Розташований у селі Василівка Любашівського району Одеської області між станціями Жеребкове (8 км) та Заплази (15 км).
На платформі зупиняються приміські поїзди